# Joseph Bialot
 (juin 2023).
Œuvres principales
- Le Salon du prêt-à-saigner
- Babel-ville
- C'est en hiver que les jours rallongent
- À la vie !

Joseph Bialot (nom de naissance Joseph Bialobroda ), né à Varsovie le 10 août 1923 et mort à Paris 15e le 25 novembre 2012,, est un écrivain français et survivant de la Shoah.

## Biographie
D'origine juive polonaise, sa famille s’installe en France en 1930 dans le quartier de Belleville à Paris. En 1940, il fuit l'avancée allemande lors de l'exode et se réfugie à Bordeaux, à Pau, puis dans la région lyonnaise où il est tour à tour paysan, apprenti ébéniste, puis étudiant à l'Institut commercial de Grenoble, employé à Roanne. Il s'engage dans la résistance, mais piégé par un contrôle d'identité, il est arrêté à Grenoble le 25 juillet 1944, déporté depuis la gare de Bobigny vers Auschwitz par le Convoi No. 78 en date 11 août 1944, puis libéré par l’Armée rouge en janvier 1945.
De retour à Paris en mai 1945, il rejoint l'entreprise de prêt-à-porter de ses parents, miraculeusement retrouvés. En 1969, il passe une licence de psychologie à l’Université de Paris VIII (Vincennes). Il écrit son premier roman à l’âge de 55 ans. Le Salon du prêt-à-saigner obtient le grand prix de littérature policière en 1979.
Ses récits respirent le vécu, ses personnages sont des êtres simples. Piéton de Paris, Joseph Bialot fait de la ville l'héroïne de ses romans avec le quartier du Sentier (Le Salon du prêt-à-saigner) ou Belleville (Babel-ville). S’il est connu pour son humour noir et aussi dévastateur que la violence de certains de ses personnages, Bialot dépeint avec beaucoup de tendresse et d’émotion les petites gens dans leur vie quotidienne.
Après avoir attendu plus de cinquante ans pour le faire - « Il m’a fallu plus de vingt-cinq ans et une psychanalyse pour réussir à sortir du camp », dit-il lui-même -, Joseph Bialot publie en 2002 le témoignage de sa déportation, intitulé C'est en hiver que les jours rallongent, devenant ainsi l'un de ceux qui ont le mieux su rendre compte du traumatisme laissé par l'expérience concentrationnaire. Qui donc a écrit que les « rescapés des camps hitlériens étaient des revenants, dans le sens du mot "spectres" »?  Deux des livres qu'il a publiés, La station Saint-Martin est fermée au public et C'est en hiver que les jours rallongent, sont des textes écrits en hommage à ceux qui n'ont pas su "re-vivre", une fois revenus des camps de la mort.
Il se consacre également à deux sagas historiques Le Vent du Sud et surtout Le Semeur d'étincelles, vaste fresque sur les luttes ouvrières depuis la Commune jusqu'au début des années 1950.
En 1999, il inaugure une série policière ayant pour héros récurrent Jean-Loup Fresnel, surnommé Loup, un ancien policier qui porte un masque après avoir été défiguré au chalumeau par un tueur et dont les récits sont narrés par le capitaine Valentin Welsch, chef d'une brigade parisienne à laquelle l'homme masqué prête main-forte.
En 2005, il choisit de parler de son enfance dans Belleville Blues.  Il revient au roman historique avec son ouvrage 186 marches vers les nuages paru en 2009, qui évoque des événements peu connus de la Seconde Guerre mondiale, comme la mort de milliers de déportés des camps de Neuengamme et du Stuthof embarqués de force par les SS sur des navires qui seront coulés par la Royal Air Force. Il rappelle aussi les crimes de guerre commis par les nazis contre des prisonniers de guerre à Mauthausen, assassinés sur les 186 marches de la carrière de granit du camp. Son personnage central, Bert Waldeck, fait partie des antinazis qui par leur attitude ont sauvegardé un peu d'humain dans l'Allemagne des années 1933-1945.
Son dernier roman historique À la vie ! est une saga se déroulant de 1871 à 1948, retraçant l'histoire d'une famille d'imprimeurs de Belleville, les Mongeon, au travers des grands événements de la fin du XIXe - début du XXe siècle, des assauts versaillais contre la Commune de Paris à la fin de la Seconde Guerre mondiale, en passant par les tranchées de la Première Guerre mondiale, la révolution russe, les années folles, la montée du nazisme et la guerre d'Espagne.

## Œuvre

### Romans policiers

#### SérieLoup
- Nursery Rhyme, Seuil, Points no 640, 1999
- Ô mort, vieux capitaine, Seuil, Points no 707, 2000
- Le Sténopé, Seuil, Points no 756, 2000
- Numéro 10, Seuil, Points no 883, 2001

#### Autres romans policiers
- Le Salon du prêt-à-saigner, Gallimard, Super noire no 110, 1977 ; réédition Série noire no 1749, 1979 ; réédition Carré noir no 548, 1985 ; Folio policier no 114, 2000.
- Babel-ville, Gallimard, Série noire no 1745, 1979.
- L'annonce faite à Matcho, en collaboration avec Claude Courchay, Gallimard, Série noire no 1847, 1981.
- Matcho et les fourmis blanches, en collaboration avec Claude Courchay, Gallimard, Série noire no 1873, 1982.
- Sigmund Fred ne répond plus, Denoël, coll. Sueurs froides no 10, 1982.
- Rue du Chat Crevé, Gallimard, Série noire no 1903, 1983.
- Le Manteau de Saint-Martin, Gallimard, Série noire no 1994, 1985.
- Un violon pour Mozart, Gallimard, Série noire no 2184, 1989.
- La Nuit du souvenir, Gallimard, Série noire no 2215, 1990.
- Le Royal Bougnat, Gallimard, Série noire no 2239, 1990.
- Les Bagages d'Icare, Gallimard, Série noire no 2259, 1991.
- La Main courante, Fleuve noir, coll. Crime no 47, 1994.
- Vous prendrez bien une bière, Gallimard, Série noire no 2443, 1996.
- Route Story, Gallimard, Gallimard, Série noire no 2503, 1998.
- La Chronique de Montauk Point, Seuil, 2004.
- Java des bouseux, Suite noire no 10 aux Éditions La Branche, 2006.
- La Ménagerie, Rivages/Noir no 635, 2007.
- Le jour où Albert Einstein s'est échappé, éditions Métailié, 2008.
- L'Héritage de Guillemette Gâtinel, Rivages/Noir no 821, 2011.
- Le puits de Moïse est achevé, Rivages/Noir no 888, 2012.

#### Récit personnel
- C'est en hiver que les jours rallongent[5]

### Romans historiques

#### SérieLe Vent du Sud
- Élisabeth ou le Vent du Sud, Belfond, 1988.
- Judith, Belfond, 1990.

#### SérieLe Semeur d'étincelles
- Le Semeur d'étincelles, Seuil, 1996.
- La Gare sans nom, Seuil, 1998.

#### Autres romans historiques
- 186 marches vers les nuages, éditions Métailié, 2009
- À la vie !, La Manufacture de Livres, 2010.

### Textes hommages
- C'est en hiver que les jours rallongent, Seuil, 2002.
- La station Saint-Martin est fermée au public, Fayard, 2004.
- Votre fumée montera vers le ciel (nouvelle édition de C'est en hiver que les jours rallongent), éditions Archipels, 2011.

### Recueil de nouvelles
- 8,20 g de cholestérol, éditions Fayard, 2006.

### Mémoires
- Belleville Blues, éditions Autrement, 2005.

## Prix
- Grand prix de littérature policière 1979 pour Le Salon du prêt à saigner[6]
- Prix Mystère de la critique 1990 pour Un violon pour Mozart[7]